# Хагиги, Реза
Реза́ Хагиги́ (перс. رضا حقیقی‎, 1 февраля 1989, Мешхед) — иранский футболист, в настоящее время выступающий за иранский клуб «Падиде». Он играет на позиции полузащитника.

## Клубная карьера

### «Пайам Мешхед»
Свою футбольную карьеру Хагиги начал в клубе «Пайам Мешхед». Он дебютировал в составе клуба 10 ноября 2006 года в возрасте 16 лет.

### «Фаджр Сепаси»
Летом 2009 года Хагиги перешёл в команду «Фаджр Сепаси». Он был выбран главным тренером клуба Махмудом Явари её капитаном перед началом сезона 2012/2013. В августе 2012 года Хагиги был назван лучшим игроком месяца в Азии сайтом Goal.com Азия.

### «Персеполис»
Летом 2012 года «Персеполис» пытался приобрести Хагиги, но руководство «Фаджр Сепаси» отвергло предложение (возможно составлявшее €220 000) и Хагиги остался в своей прежней команде. Однако в итоге в период трансферного окна в середине сезона 2012/2013 оба клуба достигли соглашения о переходе футболиста в «Персеполис» 21 ноября 2012 года. Он подписал контракт на 2.5 года до конца сезона 2014/2015. Хагиги дебютировал в составе «Персеполиса» в победном для него матче (6-0) против «Малавана» в рамках 1/16 финала Кубка Ирана. Первый же свой гол за «Персеполис» Хагиги забил с пенальти в ворота клуба «Сайпа» 28 февраля 2013 года.

### Клубная статистика
Данные на  17 января 2014 
| Клуб             | Дивизион         | Сезон            | Лига | Лига | Кубок Ирана | Кубок Ирана | Азия | Азия | Всего | Всего |
| Клуб             | Дивизион         | Сезон            | Игры | Голы | Игры        | Голы        | Игры | Голы | Игры  | Голы  |
| ---------------- | ---------------- | ---------------- | ---- | ---- | ----------- | ----------- | ---- | ---- | ----- | ----- |
| Пайам Мешхед     | Азалеган Лига    | 2006/07          | 6    | 0    | 0           | 0           | -    | -    | 6     | 0     |
| Пайам Мешхед     | Азалеган Лига    | 2007/08          | 21   | 0    | 3           | 0           | -    | -    | 24    | 0     |
| Пайам Мешхед     | Про Лига         | 2008/09          | 21   | 1    | 1           | 0           | -    | -    | 22    | 1     |
| Фаджр Сепаси     | Про Лига         | 2009/10          | 11   | 0    | 0           | 0           | -    | -    | 11    | 0     |
| Фаджр Сепаси     | Азалеган Лига    | 2010/11          | 23   | 4    | 2           | 0           | -    | -    | 25    | 4     |
| Фаджр Сепаси     | Про Лига         | 2011/12          | 32   | 1    | 0           | 0           | -    | -    | 32    | 1     |
| Фаджр Сепаси     | Про Лига         | 2012/13          | 10   | 1    | 0           | 0           | -    | -    | 10    | 1     |
| Персеполис       | Про Лига         | 2012/13          | 13   | 2    | 4           | 0           | -    | -    | 17    | 2     |
| Персеполис       | Про Лига         | 2013/14          | 15   | 0    | 1           | 1           | -    | -    | 16    | 1     |
| Всего за карьеру | Всего за карьеру | Всего за карьеру | 151  | 8    | 11          | 1           | 0    | 0    | 162   | 10    |

## Международная карьера
12 февраля 2012 года Хагиги был впервые вызван в главную сборную Ирана главным тренером Карлушем Кейрошем, 23 февраля 2012 года Хагиги дебютировал в её составе в матче против сборной Иордании. 1 июня 2014 года он был назван в качестве игрока сборной Ирана, отправляющейся на Чемпионат мира 2014 под руководством главного тренера Карлуша Кейроша.

## Достижения
Персеполис
- Чемпионат Ирана: 2013/14 (2-е место)
- Кубок Ирана: 2012/13 (финалист)